# Kup kralja Aleksandra 1926.
Kup kralja Aleksandra 1926. bilo je treće po redu nogometno kup natjecanje podsaveznih reprezentacija Jugoslavenskog nogometnog saveza. Kup je započeo utakmicama 1. kruga 1. kolovoza 1926. godine, a završio završnom utakmicom 15. kolovoza 1926. godine u Ljubljaniu na Igralištu Ilirije.

## Sudionici natjecanja
- Reprezentacija Zagrebačkog nogometnog podsaveza (kraće: Zagreb)
- Reprezentacija Splitskog nogometnog podsaveza (Split)
- Reprezentacija Beogradskog loptačkog podsaveza (Beograd)
- Reprezentacija Ljubljanskog nogometnog podsaveza (Ljubljana)
- Reprezentacija Subotičkog loptačkog podsaveza (Subotica)
- Reprezentacija Sarajevskog nogometnog podsaveza (Sarajevo)
- Reprezentacija Osječkog nogometnog podsaveza (Osijek)

## Rezultati
| Datum                                         | Mjesto    | Momčadi             | Rezultat |
| --------------------------------------------- | --------- | ------------------- | -------- |
| 1. krug (četvrtzavršnica)                     |           |                     |          |
| 1. kolovoza 1926.                             | Split     | Split – Beograd     | 0:6      |
| 1. kolovoza 1926.                             | Zagreb    | Zagreb – Sarajevo   | 6:2      |
| 1. kolovoza 1926.                             | Ljubljana | Ljubljana – Osijek  | 4:3      |
| Subotica se plasirala izravno u poluzavršnicu |           |                     |          |
| Poluzavršnica                                 |           |                     |          |
| 8. kolovoza 1926.                             | Beograd   | Beograd – Ljubljana | 5:2      |
| 8. kolovoza 1926.                             | Zagreb    | Zagreb – Subotica   | 4:3      |
| Završnica                                     |           |                     |          |
| 15. kolovoza 1926.                            | Ljubljana | Zagreb – Beograd    | 3:1      |

## Zanimljivo
Reprezentacija Zagrebačkog nogometnog podsaveza treći put uzastopce osvojila je Zlatni pehar kralja Aleksandra, te ga dobila u trajno vlasništvo.

## Prvaci
- Reprezentacija Zagrebačkog nogometnog podsaveza: Đuro Agić (1 utakmica), Slavin Cindrić (3), Eugen Dasović (1), Franjo Giller (3), Nikola Grdenić (2), Rudolf Hitrec (3), Branko Kunst (2), Vladimir Leinert (3), Ivan Marjanović (2), Maksimilijan Mihelčič (3), Danijel Premerl (3), Gustav Remec (1), Josip Urbanke (3), Stjepan Vrbančić (3)